# Źródła (Złota)
Źródła – część wsi Złota w Polsce, położona w województwie świętokrzyskim, w powiecie pińczowskim, w gminie Złota
W latach 1975–1998 Źródła należały administracyjnie do województwa kieleckiego.